# アレクシス・アレクサンドリス
アレクシス・アレクサンドリス（ギリシア語: Αλέξης Αλεξανδρής、1968年10月21日 - ）は、ギリシャの元サッカー選手、現サッカー指導者。元ギリシャ代表。選手時代のポジションはFW。
アレコス・アレクサンドリスと記される事もあるが誤りである。

## クラブ歴
コリンティア県キアトで生まれ育ち、1986年にヴェリアFCで選手となった。1991年にAEKアテネFCに移籍するとクラブはリーグを3連覇した。1994年にオリンピアコスFCに移籍、2003年まで在籍し7回のリーグ優勝と1回のキペロ・エラーダス制覇を成し遂げた。
晩年はキプロス・ファーストディビジョンに所属するAPOPキニュラースFCで選手兼任監督を務めた。

## 代表歴
ギリシャ代表として42試合に出場し10得点の経歴を持っている。代表初出場は1991年3月27日であった。また、1994 FIFAワールドカップに出場した。

## 監督歴
APOPキニュラースで選手兼任監督を務めた後、2008年2月12日にベータ・エスニキのAOKケルキラで監督に就任。しかしオーナーとの不和から辞任し、その後はオリンピアコスU-21の監督を務めた。

## タイトル

### クラブ
AEKアテネ
- アルファ・エスニキ: 1992, 1993, 1994

オリンピアコス
- アルファ・エスニキ: 1997, 1998, 1999, 2000, 2001, 2002, 2003
- キペロ・エラーダス: 1999

### 個人
- アルファ・エスニキ得点王: 1994, 1997, 2001, 2002
- ギリシャ年間最優秀選手賞: 2001